# 尉氏県
尉氏県（いし-けん）は中華人民共和国河南省開封市に位置する県。

## 行政区画
- 鎮:城関鎮、洧川鎮、朱曲鎮、蔡荘鎮、永興鎮、張市鎮、十八里鎮、水坡鎮、大営鎮、荘頭鎮
- 郷:邢荘郷、門楼任郷、大橋郷、南曹郷、小陳郷

## 人物
- 阮籍
- 阮咸